# Soude
Die Soude ist ein Fluss in Frankreich, der im Département Marne in der Region Grand Est verläuft. Sie entspringt im Gemeindegebiet von Soudé, entwässert generell in nordwestlicher Richtung durch ein gering besiedeltes Gebiet und mündet nach rund 23 Kilometern im Gemeindegebiet von Villeseneux als rechter Nebenfluss in die Somme, die ab der Einmündung den definitiven Namen Somme-Soude annimmt.

## Orte am Fluss
(Reihenfolge in Fließrichtung)
- Soudé
- Dommartin-Lettrée
- Bussy-Lettrée
- Vatry
- Soudron